# Castell de Subirats
Castell de Subirats är ett slott i Spanien.   Det ligger i provinsen Província de Barcelona och regionen Katalonien, i den östra delen av landet, 500 km öster om huvudstaden Madrid. Castell de Subirats ligger 268 meter över havet.
Terrängen runt Castell de Subirats är kuperad åt sydost, men åt nordväst är den platt. Runt Castell de Subirats är det ganska glesbefolkat, med 35 invånare per kvadratkilometer. Närmaste större samhälle är Sant Boi de Llobregat, 20,0 km öster om Castell de Subirats. 